# プリンセスラバー!
『プリンセスラバー!』 (Princess Lover!) は、2008年6月27日にRicottaより発売されたアダルトゲーム。及び、それを原作とした各種作品群。略称は「プリラバ」。
各種作品群の詳細については#テレビアニメ版、#PlayStation 2版、#アダルトアニメ版をそれぞれ参照。

## 概要
Ricottaのデビュー作。キャラクターデザイン・原画はこもりけい、主題歌は橋本みゆき。
ごく普通の一般人だった主人公が両親を亡くした直後、実は超セレブの一粒種だったことを祖父から知らされると共に社交界や私立学園へデビューさせられ、そこで出会ったヒロインたちを相手に過ごす恋愛と苦悩の日々が描かれる。
ゲームシステムこそオーソドックスなコマンド選択アドベンチャーであるものの、セレブらしさを彩る美麗なグラフィックやマニアックな趣向のセックスシーン（放尿、妊娠、アナルなど）といった作風が高評を受け、Getchu.comでは2008年6月27日の発売直後に第1位、同年上半期で第9位、同年年間で第13位という高セールスをそれぞれ記録した。このため、後述の各種作品群が制作されていくこととなる。また、前述のゲームシステムや作風については、次作『ワルキューレロマンツェ 少女騎士物語』にも継承されている。
なお、この種の作品に散見されるハーレムエンドはスタッフのこだわりから採用されず、後述の各種作品群にも一貫して盛り込まれていない。

## あらすじ
主人公の有馬哲平は、家族旅行の帰りに交通事故に遭い両親を亡くす。その時、日本経済界屈指の実力者であり祖父でもある一心は、哲平を養子に迎え、後継者として育てる。
社交界デビューすることに合った哲平には、豪華な生活と、日本屈指のセレブな学園と評される私立秀峰学園での学園生活が用意された。新米セレブとなった哲平の、試練と挑戦が始まる。

## 登場人物
声優名は、アダルトゲーム版・アダルトアニメ版 / テレビアニメ版 / PS2版の順。「-」の場合は声をあてていないか、未登場。

### メインキャラクター
有馬 哲平（ありま てっぺい）
声：石田彰/ 寺島拓篤 / -
主人公。秀峰学園2年生。旧姓は小林。福井県出身。両親を交通事故で亡くし、母方の祖父である一心に養子という形で引き取られる。大きな環境の変化に戸惑い、周りに流されがちでヘタレな部分を持つが、根は実直で分け隔てなく優しい。また、堅苦しいことが苦手で、家柄や体裁・身分の上下を気にすることを嫌う。その後、一心の意向によって社交部へ入部する。
性的能力については、絶倫な精力と巧者な性技を併せ持つ。ヒロインとのセックスの際にはそれらを発揮しながら、彼女の恥ずかしい一面をさらけ出させるほど激しく愛し合い、その果てに身篭らせていく。
小説版やテレビアニメ版では性格や設定が変更され、自分の境遇から逃げずに向き合うようになった。小説版ではヒロインとのセックスにこそアダルトゲーム版と同様の絶倫さを発揮するものの、ヘタレさについては一切持っていない。テレビアニメ版では年相応のスケベ心こそ覗かせるものの、こちらもヘタレさについては一切持っていない。また、居合い斬りの達人としてシルヴィアに匹敵する剣の腕前を持つうえにオートバイの運転もできるなど、体育会系寄りの好青年となっている。両親の死因についても後述のハルトマンによる謀殺と設定されており、一心の養子となったのも両親の仇を探すためである。
アダルトアニメ版では作中の言動からアダルトゲーム版の性格や設定を引き継いでいることがうかがえるが、『シルヴィア編』でシルヴィアへ想いを寄せて半ば強引に一線を越えた後、時と場所を選ばずに彼女を求めては激しく愛し合う姿が描かれるなど、ヘタレさよりもヒロインとのセックス三昧の日々に焦点が当てられている。

#### ヒロイン
シャルロット＝ヘイゼルリンク
声：風音 / 柚木涼香 / 遠藤綾
ヘイゼルリンク公国第一王女。愛称はシャル。秀峰学園3年生。気さくで明るく、楽しいことが大好き。天真爛漫である一方、人情の機微に触れては周囲の人々の空気を和ませる。シルヴィアのことを愛称では呼ばず、呼び捨てで呼んでいる。基本的には箱入り娘であり、日本の常識には疎い。日本には留学という形で滞在しており、一心とも顔馴染である。一目惚れした哲平への好意を隠そうともせず、休み時間には彼のクラスへ頻繁にやって来る。PS2版では哲平との出会い方が変更されており、お忍びで外出した際に知り合うこととなる。また、名前のみ登場する婚約者がいるという設定になっているが、後述のハルトマンとは名前が異なる。
テレビアニメ版ではシルヴィアと幼馴染であり、愛称の「シルヴィ」で呼んでいる。哲平とは馬車事件がきっかけで知り合い、学校で再会した後に好意を持ち始める。ハルトマンとは許婚同士であるが、シャルロット自身は哲平に惹かれているため、気が進まない。
シルヴィア＝ファン・ホッセン
声：楠鈴音 / 豊口めぐみ / 鳴海エリカ
フィルミッシュ公国の筆頭貴族であり、父のヴィンセントと同じく、祖国の王位継承権を持つ。愛称はシルヴィ。秀峰学園2年生。騎士としての誇りが強く、非常に堅物。哲平とは親同士の意向によって決められた許婚の間柄であり、親同士に交際を強制されることに反発して哲平を避けているが、不慣れな生活を送る彼を気遣う場面も多々ある。異母妹のマリア'とは非常に仲が良い。社交部に所属しているが、基本的にはフェンシング部の方に力を入れており、重要なイベント以外にはあまり顔を出していない。シャルロットのことは愛称で呼ばず、「シャルロット殿」と呼んでいる。シャルロットと同様に日本の常識には疎い。
PS2版では哲平の許嫁という設定はなくなっているが、双方の親同士が結びつけようとしている実質的な部分は変わっていない。
テレビアニメ版ではシャルロットと幼馴染であり、愛称の「シャル」で呼んでいる。哲平と出会った当初は彼を意識していなかったが、剣術の勝負を経て好意を持ち始める。
アダルトアニメ版『シルヴィア編』ではメインヒロイン。ヴィンセントの留守中に有馬家へマリアと共に預けられた日の夜、哲平の半ば強引な求愛を拒み切れなくなり、遂に一線を越えてしまう。それ以降、優の存在を懸念しながら哲平と激しく愛し合うようになる。
鳳条院 聖華（ほうじょういん せいか）
声：佐本二厘 / 加藤英美里 / 喜多村英梨
秀峰学園2年生で、社交部の代表であると同時に、新進気鋭のデザイナー兼モデルでもある。強気で責任感も強く、面倒見が良い。哲平を目の仇にしているが、彼に対しても世話を焼いたりと面倒見の良さを見せる場面がある。
かつて、自分の店を有馬グループのデパートへ出店する計画が進んでいたが、出店間近で一心によって急遽取り止めにされたことから有馬家（特に一心）に激しい憎悪を抱いており、哲平を目の仇にするのもそれに起因している。
テレビアニメ版では目の仇にしていた哲平が自ら動いて一心との確執を収めてくれたことがきっかけとなり、自らも積極的に彼への好意を持ち始める。
藤倉 優（ふじくら ゆう）
声：木村あやか / 松岡由貴 / いのくちゆか
哲平の専属メイドであり、彼と同じクラスに所属している。根っからのメイド気質で、哲平を有馬家の立派な後継者として育て上げることが自分の務めと思っている。普段は生真面目で優しいが、怒るべきところでは怒るなど、常に従順というわけではない。哲平の優しさにいち早く気付き、彼の夜伽役には進んで志願した。一心が出資している孤児院の出身であり、彼には深い恩義を感じている。
テレビアニメ版では哲平の性格や設定が変更されたことから、彼のお目付け兼相談役のみを担当しており、夜伽役そのものが存在しない（PS2版でも夜伽役という設定はなくなっている）。しかし、哲平への好意はアダルトゲーム版とほぼ同様であり、出席資格の無い社交部の温泉旅行パーティーにも同行を許された際には、彼に自らの全裸を見せることもためらわない気であることを一同の面前で口にしてしまう。
アダルトアニメ版『シルヴィア編』では、アダルトゲーム版と同様に哲平の専属メイドかつクラスメイトであり、彼の夜伽役も担当している。
金子 綾乃（かねこ あやの）
声：遠野そよぎ / ささきのぞみ / 岡嶋妙
秀峰学園2年生、社交部員で哲平のクラスメイト。聖華を慕っており、エリカと3人で行動していることが多い。愛らしい外見に似合わず口が悪く、哲平や晴彦のことを快く思っていない。学業成績が学年トップの優等生でもある。
アダルトゲーム版ではサブキャラクターであったが、PS2版ではヒロインへ昇格した。実家がレストランを経営しており、自らも将来はシェフを目指している（PS2版では尊敬する料理人が哲平の父親であることが語られるが、姓が変わっている哲平がその息子であることは当初知らなかった）。また、男子を毛嫌いしているのは、料理人にありがちな男尊女卑の傾向を間近で見てきたためであり、わだかまりが解けた後は料理を好む本来の優しく朗らかな笑顔を見せるようになる。
テレビアニメ版では哲平のことを「湯豚」「裸豚」など、再三に渡って豚呼ばわりするが、聖華の有馬家への考えを変えたことは少しなりとも評価している。

### サブキャラクター
有馬 一心（ありま いっしん）
声：比留間京之介 / 若本規夫 / 同左
哲平の祖父で、哲平を養子に迎えて以降の戸籍上は義父となった。国内有数の企業体・有馬グループの会長を務める。年齢は70代。怜悧で、感情を露にすることは少ない。愛娘の忘れ形見である哲平の将来を憂い、自分の後継者に育て上げるため、養子に迎える。哲平とは定期的に電話で用件を伝えるだけで会話らしい会話はあまり行わないが、それでも時折時間を空けては彼の様子を見に来ることがある。
駆け落ち後の娘夫婦のことは影ながら見守っていたらしく、シャルロット編のエピローグでは後悔の念が描かれている。
テレビアニメ版では哲平の良き祖父として描かれており、沈着冷静さと豪放さを併せ持つうえ、聖華との因縁についても後悔していることが哲平の口から語られるなど、やや柔和な人物となっている。
フィリップ＝ヘイゼルリンク
声：滝沢アツヤ / - / 尾崎淳
シャルロットの父親でヘイゼルリンク公主。誰にでも分け隔てなく平等に接する性格から「小さな王国の、『本物の王』」として知られている。一心とも旧知の仲。
アルフレッド
声：厳蝉秋 / 秋元羊介 / 同左
シャルロット専属の老執事。現国王であるフィリップが王位を継承する前から、ヘイゼルリンク家に仕えており、幼少期からシャルロットを世話している一方、彼女に近付く男を敵視している。護身術に長けている。
マリア＝ファン・ホッセン
声：桜川未央 / 三宅華也 / 小林眞紀
シルヴィアの異母妹で、日本人を母親にもつ。天真爛漫で少しませているが、子供扱いされることを嫌う。シルヴィアとはとても仲が良い。哲平のことを気に入っており、「お兄ちゃん」と呼び慕っている。
テレビアニメ版では、『マジカル騎士（ナイト）マリアちゃん』の主役としても登場する。
PS2版ならびにアダルトアニメ版『シルヴィア編』では、ヴィンセントの留守中に有馬家へシルヴィアと共に預けられる。
ヴィンセント＝ファン・ホッセン
声：十七条良房 / 子安武人 / 同左
シルヴィアとマリアの父。フィルミッシュ公国国営の貿易会社社長。極度の親バカかつ放蕩者である反面、清廉な人柄は一心からも高く評価されている。シルヴィアの母とは死別。マリアの母である由紀子（ゆきこ）とは離婚済みであるが、月に一度はマリアを交えながら3人一緒の食事をしている。祖国の筆頭貴族であり、王家からは分家筋に当たるため王位継承権を持つ。シルヴィアには祖国へ戻らず日本で平和に過ごして欲しいと願っているが、いずれは帰国して国に貢献したいと考えている彼女とは意見が対立しがちである。
根津 晴彦（ねづ はるひこ）
声：いちごみるく / 白石稔 / 同左
秀峰学園2年生、社交部員であり哲平のクラスメイト。貿易会社社長の御曹司である。有馬家の後継者である哲平の親友となるため、積極的に話し掛けてくる（自称・「生涯の友」）。どんな時でもお気楽で、空気が読めない性格。一方で学業成績は綾乃に次いでクラスで2位と優秀な頭脳の持ち主でもある。血液型による相性の良し悪しにこだわりがある模様。
テレビアニメ版では、聖華たちに殴られては「にょげー」という謎の言葉を発して消えていくシーンが多く存在する。
竹園 エリカ（たけぞの エリカ）
声：五行なずな / 水原薫 / 小野涼子
秀峰学園2年生、社交部員。聖華を慕っており、綾乃と3人で行動していることが多い。綾乃ほどではないが、やはり哲平や晴彦を快く思っていない。
哲平の父
声： - / 金光宣明 / クレジット不明
哲平の父。姓は小林であるが、名は不詳。優と同じ孤児院の出身であり、哲平の母ともそこで出会った。PS2版では料理人という設定が追加され、有馬家の料理人を務めていたことがあるうえ、駆け落ち後の一時期は綾乃の実家のレストランで働いていたこともある。
テレビアニメ版では、自称日本一の蕎麦職人。
哲平の母
声： - / 百々麻子 / クレジット不明
哲平の母。テレビアニメ版での名はカナエ。父の一心との裕福な生活を捨てて質素な夫の元へ嫁ぎ、哲平を授かって3人で慎ましく暮らしていたが、交通事故で夫と共に命を落とす。哲平の誕生を機に一心と和解するまでは有馬家から隠れるように住んでいたらしく、テレビアニメ版第十二話では知人たちの保護のもと、哲平を身篭っていた姿が描かれている（ゲームでは有馬家を出てから亡くなるまで夫妻が一心と会うことはなかったようである）。

### テレビアニメ版オリジナルキャラクター
ハルトマン＝ベーゼルハイム
声： - / 小杉十郎太 / -
ヘルゼルリンク公国の実業家にして、シャルロットの婚約者。有馬グループとも交流があり、ヘイゼルリンク公国とフィルミッシュ公国の間に不穏な動きがあることを一心に伝えるため、日本へやってきた。
哲平には良き友として接するが、真の正体は彼の両親を死に追いやった首謀者。
幼かった頃、一心にスリを働こうとして失敗し、大勢が見ている中で叱られた過去がある。この時、一心は他人から幸福を横取りするのではなく、自分自身の力で幸せを掴める人間になってほしいという叱咤激励のつもりだった一方、ハルトマンは大勢が見ている前で恥をかかされたと感じており、以来一心への復讐ばかりを考えていた。
その後実業家として成功を収め、ついに一心への復讐のために暗躍を開始。手始めに彼が大切に思う哲平に絶望を与えて一心も破滅に追い込み、覇権を握ろうと目論む。哲平と彼の友人たちによって計画が失敗した後は哲平に両親を死に追いやったのが自分であることを暴露し、彼の復讐心を煽って精神的に壊そうとあがくが、皆の支えで復讐の連鎖を誰かが止めることの大切さを知った哲平は、ハルトマンを許す。そのため、ハルトマンも復讐の過ちを悟り、ジョセフィンと共に新しい人生を歩み始める。
ジョセフィン＝ジョースター
声： - / 田中敦子 / -
ハルトマンの秘書。その正体は彼の腹心であり、哲平の両親を交通事故に見せかけて殺害した実行犯でもある。
ハルトマンのことは公私に関係無く身も心も捧げるほど愛しているが、清廉なシャルロットに嫉妬して銃を向けたために彼の逆鱗に触れ、凶弾に倒れる。シャルロットの機転で一命を取り留めた後、改心したハルトマンと共に新しい人生を歩み始める。

## スタッフ
- キャラクターデザイン、原画 - こもりけい
- シナリオ - 尾之上咲太、木村ころや（PS2版）
- システムインタフェース - Ko-TA
- 背景美術 - studio outline
- 演出統括 - MG
- スクリプト・演出 - Fumi、がの、とむねこ、TOMIZOU55
- ムービー制作 - 神月社(Mju:z)、えん(Mju:z)
- シナリオ協力 - 州透操、おくとぱす、HARE
- 音楽 - MSJ、景家淳、鈴木マサキ、田辺トシノ、野中“まさ”雄一
- キャスティング協力 - ロックンバナナ
- 音響監督 - びら
- 音響制作 - 有限会社ロックンバナナ
- 音響編集 - ポーノレ・マッカートニー、ボスマン、ジョン・レノソ、K.K.
- 音響制作担当 - いそこ
- デバッグ - Ricottaオールスタッフ
- 広報 - 小柴
- スペシャルサンクス - かわの（株式会社ワームスエンタテイメント）、十目倉富臓、づかちゃん、assault
- ディレクター - すてるすダイコン
- プロデューサ - コージ

## 主題歌
オープニングテーマ「プリンセスラバー!」
作曲・編曲 - chokix / 歌・作詞 - 橋本みゆき
イメージ挿入歌「心はいつもとなりにいて」
作曲・編曲 - 田辺トシノ / 作詞 - 橋本みゆき / 歌 - jina
エンディングテーマ「届け、この想い」
作曲・編曲 - ms-jacky / 歌・作詞 - 橋本みゆき
PS2版 オープニングテーマ「Waltz!Waltz!Waltz!」
作曲・編曲 - chokix / 歌・作詞 - 橋本みゆき

## テレビアニメ版
サテライト大阪スタジオから独立した制作会社・GoHandsのデビュー作。2009年7月から同年9月まで放送された。全12話。ハイビジョン制作。
パンチラなどの露出描写は、該当箇所へ黒い影や白いボカシや入射光を被せるなど厳しく修正されている。しかし、第10話のネット配信時にはスタッフの手違いで初日のみ未修正版が配信され、翌日には修正版に差し替えられた。
第五話はGoHandsの地元である大阪が舞台となっており、天保山ハーバービレッジが哲平とシャルロットのデートスポットとして登場する。

### テレビアニメ版スタッフ
- 原作 - Ricotta（クオリティコンフィデンス）[5]
- 監督 - 金澤洪充[5]
- シリーズ構成・脚本 - 中村誠[5]
- キャラクターデザイン・アニメーションディレクター - 鈴木信吾[5]
- プロップデザイン - 菊田幸一、仁保知行
- 美術監督 - 佐藤勝
- 色彩設計 - 田中直人
- 撮影監督 - 佐藤陽一郎
- 編集 - 肥田文
- 音楽 - 菊谷知樹、南良樹
- 音響監督 - 高橋秀雄
- プロデューサー - 野村美加、荒川雅信、新田達弘、櫻井優香
- アニメーション制作 - GoHands[5]
- 製作 - 私立秀峰学園社交部（フロンティアワークス、メディアファクトリー、ランティス）

### テレビアニメ版主題歌
オープニングテーマ「Princess Primp!」
作詞 - 畑亜貴 / 作曲・編曲 - 虹音 / 歌 - 橋本みゆき
エンディングテーマ「S.S.D!」
作詞・作曲・歌 - yozuca* / 編曲 - 黒須克彦
第12話挿入歌「命短し、恋せよ姫！」
作詞・歌 - 橋本みゆき / 作曲 - 藤本貴則 / 編曲 - 菊谷知樹
第12話挿入歌「プリンセスラバー!」
作詞・歌 - 橋本みゆき / 作曲・編曲 - chokix

### 各話リスト
| 話数     | サブタイトル                   | 絵コンテ          | 演出              | 作画監督                   |
| -------- | ------------------------------ | ----------------- | ----------------- | -------------------------- |
| 第一話   | 馬車と姫君                     | 鈴木信吾 金澤洪充 | 池畠博史          | 鈴木信吾 舛田裕美          |
| 第二話   | 学園と再会                     | 金澤洪充 杉生祐一 | 金澤洪充          | 菊田幸一 井元一彰 鈴木信吾 |
| 第三話   | 剣と舞踏会                     | 金澤洪充 杉生祐一 | 金澤洪充          | 山中正博                   |
| 第四話   | 薔薇と靴                       | 金澤洪充 杉生祐一 | 金澤洪充 杉生祐一 | 古田誠                     |
| 第五話   | 夕日と観覧車                   | 工藤進            | 工藤進            | 井元一彰                   |
| 第六話   | 湯けむりポロリとラッキースケベ | 金澤洪充 杉生祐一 | 金澤洪充          | 内田孝行                   |
| 第七話   | 婚約者と花びら                 | 金澤洪充 杉生祐一 | 工藤進            | 井元一彰                   |
| 第八話   | 楽園と真実                     | 金澤洪充          | 杉生祐一          | 菊田幸一 古田誠            |
| 第九話   | 赤と青                         | 金澤洪充          | 金澤洪充          | 仁保知行 舛田裕美          |
| 第十話   | 喪失と再生                     | こでらかつゆき    | 工藤進            | 長坂寛治                   |
| 第十一話 | 騎馬隊と列車                   | こでらかつゆき    | 池畠博史          | 内田孝行                   |
| 第十二話 | プリンセスラバー!              | 金澤洪充          | 金澤洪充          | 鈴木信吾                   |

### 放送局
| 放送地域   | 放送局                          | 放送期間                | 放送日時                     | 放送系列       | 備考                       |
| ---------- | ------------------------------- | ----------------------- | ---------------------------- | -------------- | -------------------------- |
| 千葉県     | チバテレビ                      | 2009年7月6日 - 9月21日  | 月曜 0:30 - 1:00（日曜深夜） | 独立UHF局      |                            |
| 神奈川県   | tvk                             | 2009年7月6日 - 9月21日  | 月曜 1:30 - 2:00（日曜深夜） | 独立UHF局      |                            |
| 中京広域圏 | 中京テレビ                      | 2009年7月7日 - 9月22日  | 火曜 3:15 - 3:45（月曜深夜） | 日本テレビ系列 |                            |
| 日本全域   | アニメワン                      | 2009年7月7日 - 9月22日  | 火曜更新                     | ネット配信     | 最新話を期間限定で無料配信 |
| 日本全域   | アニメイトTV アニメイトモバイル | 2009年7月7日 - 9月22日  | 火曜更新                     | ネット配信     | 最新話を期間限定で無料配信 |
| 東京都     | TOKYO MX                        | 2009年7月8日 - 9月23日  | 水曜 1:30 - 2:00（火曜深夜） | 独立UHF局      |                            |
| 兵庫県     | サンテレビ                      | 2009年7月9日 - 9月24日  | 木曜 2:10 - 2:40（水曜深夜） | 独立UHF局      |                            |
| 日本全域   | AT-X                            | 2009年7月9日 - 9月24日  | 木曜 9:30 - 10:00            | CS放送         | リピート放送あり           |
| 埼玉県     | テレ玉                          | 2009年7月11日 - 9月26日 | 土曜 1:00 - 1:30（金曜深夜） | 独立UHF局      |                            |

### DVD / BD
DVDは2009年10月より全6巻で発売。テレビ放送版に施されていた画像修正を除去した、ディレクターズ・カット版となっている。初回限定版は特典の異なる2種類のパッケージ（コレクターズエディション、セレブエディション）で発売されたため、通常版と合わせて3種類のパッケージが存在する。
BDは2011年3月23日にボックス盤で発売。全12話をディスク3枚に収録している。

### ピクチャードラマ
DVD初回限定版コレクターズエディション各巻同梱（通常版、セレブエディションには未収録）の映像特典のゲーム画面風ピクチャードラマ。第1巻では本放送時の黒い部分について、第2巻では魔法少女について、第3巻では優の過去について語られる。
各巻（全ver共通）には、DVDのサービスシーンを抜き出した映像特典プロデューサーカット『乙女の秘密』も収録。
| 巻数 | サブタイトル                                                                               |
| ---- | ------------------------------------------------------------------------------------------ |
| 1    | ピクチャードラマ1 『ブラックホールの秘密編』                                               |
| 1    | 『マジカル騎士マリアちゃん』特別予告 Vol.1 〜第1話〜「登場、まじかる騎士マリアちゃん!」    |
| 2    | ピクチャードラマ2 『変身☆魔法少女編』                                                      |
| 2    | 『マジカル騎士マリアちゃん』特別予告 Vol.2 〜第24話〜「マリア、バインボインでお騒がせ!」   |
| 3    | ピクチャードラマ3 『Wish you Were Here』                                                   |
| 3    | 『マジカル騎士マリアちゃん うふ』特別予告 Vol.3 〜第1話〜「怪しい転校生」                  |
| 4    | ピクチャードラマ4 『女だらけの水泳大会!ポロリもあるでよ!』                                 |
| 4    | 『マジカル騎士マリアちゃん うふ』特別予告 Vol.4 〜第43話〜「悲しみのアメリカンスピリット」 |
| 5    | ピクチャードラマ5 『綾乃とエリカの少し奇妙な冒険編』                                       |
| 5    | 『マジカル騎士マリアちゃん うふふ』特別予告 Vol.5 〜第3話〜「怪しい双子の転校生」          |
| 6    | ピクチャードラマ6 『いまだから言っちゃう?プリラバ感想やら反省会やら!』                     |
| 6    | 『マジカル騎士マリアちゃん うふふ』特別予告 Vol.6 〜最終回〜「さよならマジカル騎士」       |

### Webラジオ
『プリラジ!』のタイトルで、2009年7月3日から10月2日までアニメイトTV、ランティスウェブラジオ、モバイルアニメイトにて配信された。全14回。
パーソナリティ
- 橋本みゆき
- yozuca*

配信
| 回     | 配信日              | タイトル                                        | ゲスト                                       |
| ------ | ------------------- | ----------------------------------------------- | -------------------------------------------- |
| 第1回  | 2009年7月3日        | 『プリラジ!』始まりました☆                      | -                                            |
| 第2回  | 2009年7月10日       | セレブな学園☆                                   | -                                            |
| 第3回  | 2009年7月17日       | 初ゲスト登場☆                                   | 白石稔（根津晴彦役）                         |
| 第4回  | 2009年7月24日       | 自分で出してください☆                           | 白石稔（根津晴彦役）                         |
| 第5回  | 2009年7月31日       | ついに本当のセレブ登場!?                        | 松岡由貴（藤倉優役）                         |
| 第6回  | 2009年8月7日        | 『プリラバ!』のアフレコはスゴイらしい……         | 松岡由貴（藤倉優役）                         |
| 第7回  | 2009年8月14日       | ようやく（!?）主人公の登場!                     | 寺島拓篤（有馬哲平役）                       |
| 第8回  | 2009年8月21日       | “モテ男”寺島拓篤が熱く語る☆                     | 寺島拓篤（有馬哲平役）                       |
| 第9回  | 2009年8月28日       | 周りが大きすぎるだけなんです!                   | 加藤英美里（鳳条院聖華役）                   |
| 第10回 | 2009年9月4日        | 「プリラジ!」は上品な番組です☆                  | 加藤英美里（鳳条院聖華役）                   |
| 第11回 | 2009年9月11日       | ポイントカードは活用しましょう!                 | 豊口めぐみ（シルヴィア＝ファン・ホッセン役） |
| 第12回 | 2009年9月18日       | 「アニメだからです!」とか言わないでください!!   | 豊口めぐみ（シルヴィア＝ファン・ホッセン役） |
| 第13回 | 2009年9月28日[注 8] | ついに真打登場!?                                | 柚木涼香（シャルロット＝ヘイゼルリンク役）   |
| 第14回 | 2009年10月2日       | すいません、最後までセレブじゃありませんでした! | 柚木涼香（シャルロット＝ヘイゼルリンク役）   |
コーナー
今日のプルンプルン
毎回、スタッフがプルンプルンするスイーツを用意し、パーソナリティーとゲストに振る舞う。
レッツスタディ プリラバ!
『プリンセスラバー!』をさまざまな角度から紹介し、その世界観に触れつつ学ぶ。
セレブでございます!
リスナーからセレブ、非セレブにまつわるエピソードを募集し、紹介する。

## アダルトアニメ版
ピンクパイナップルやひまじんで数々のアダルトアニメを手掛けてきたプロデューサーのももいさくらによる、新ブランド「L.」（エル）のデビュー作。発売は、マリゴールドのオリジナルアニメーションブランド「ルネピクチャーズ」が担当している。
当項では便宜上、各編の呼称を『シルヴィア編』と『シャルロット編』と設定し、記述する。

### シルヴィア編
上下巻構成のDVD全2巻で、各巻とも収録時間30分、16：9スクイーズ。
アダルトゲーム誌「BugBug」の表紙原画で知られるアニメーターの黒田和也が、2009年6月18日に発売された増刊「DVD BugBug 極」でのテレビアニメ版応援特集に合わせて表紙のシルヴィアの原画を担当したことが縁となり、L.からRicottaへ企画が持ち込まれた。
内容はアダルトゲーム版のシルヴィア編に沿っており、彼女と哲平のさまざまなセックスシーンが描かれるが、物語の序盤部分は省略されており、哲平、シルヴィア、マリア、優以外の人物が登場しないまま物語は進行する。女性陣の声優は、アダルトゲーム版と同じ面々が担当している。
アダルトゲームである原作がテレビアニメ化された後に改めてアダルトアニメ化された例としては『下級生2』に次ぐ作品となったが、これについてももいさくらは、各方面へ波風を立ててしまったことをL.公式サイトで明かしている。
2014年1月31日には、上下巻をDVD1枚に収録した廉価版『プリンセスラバー! コンプリートディスク』が発売された。DMMでは、発売前の予約本数によって2013年下半期アニメランキングで第49位を獲得している。また、発売後は同サイトの2014年上半期アニメランキングで第28位を獲得している。
上巻『キミといっしょの朝』
初回限定版が2010年9月17日、通常版が同年10月29日に発売された。前者と後者の差異は、リバーシブルジャケットや同柄のポストカードの有無、DVDトールケースの色。
初回限定版発売に先んじてBugBug2010年9月号では本作の宣伝を兼ね、黒田和也関連作品（『あきそら 〜夢の中〜 上巻』、『15美少女漂流記OVA 〜どきどきハーレム編〜』）との合同特集が組まれた。また、同年9月17日、9月24日、9月25日には初回限定版発売を記念し、秋葉原のソフマップ各店では購入者へ特製ポストカードが、下巻予約者へ特製フィルム型しおりがそれぞれ先着順で配布された。
黒田和也が作画監修にまで関わったアダルトアニメ作品としては『そらのいろ、みずのいろ』上巻以来であることから多大な注目を集めた結果、Getchu.comでは発売直後のセールスランキングで第1位を獲得している。また、DMMでは同様の理由から紹介ページが開設された上で2011年1月28日にダウンロード販売が開始されたが、これも同年の上半期作品ランキングで第12位、下半期作品ランキングで第17位を獲得するなど、それぞれ好調な成績を上げている。
下巻『ひとりにシたくない夜』
初回限定版と通常版が2010年10月22日に同時発売された。前者と後者の差異は、リバーシブルジャケットの有無、DVDトールケースの色。
初回限定版発売を記念し、秋葉原のソフマップ各店では2010年10月29日までの期間限定でL.公式サイトからダウンロードできる特製壁紙の解凍パスワードを記載したポストカードが、購入者へ先着順で配布された。
DMMでは2011年3月15日にダウンロード販売が開始され、同年の上半期作品ランキングで第40位、下半期作品ランキングで第27位をそれぞれ獲得している。
なお、黒田和也は上巻に続いて「作画監修」と表記されているが、下巻では設定画や版権画を描いただけで本編には関わっていない。これは本編の制作期間が『あきそら 〜夢の中〜 下巻』と完全に重なってしまったためであることを、自身の同人誌『しまほっけ13』50ページで残念がっている。

### シャルロット編
『シルヴィア編』の好評や、それに登場しなかったシャルロットのファンの要望に応える形で、制作が決定した。
2011年5月27日には、L.の第2弾作品『俺は彼女を信じてる!』の一部販売店やL.の公式通信販売において、黒田和也とゆきよし真水の各描き下ろしによるシャルロットのスティックポスター2種が、購入者へ先着順で配布された。しかし、当初2012年に発売予定とされていた上巻は諸事情から延期され、L.公式サイト共々1年半以上も続報が出ないまま放置されることとなる。
その後、2013年2月2日にはBugBug2013年3月号164ページで「今夏発売予定で制作中」との旨がシャルロットのキャラクターデザイン画と共に公開されたが、2025年5月現在も続報は出ていない。

### アダルトアニメ版スタッフ
- 原作 - Ricotta（PCゲーム『プリンセスラバー!』）
- キャラクター原案 - こもりけい
- 監督・絵コンテ・演出 - とよたまなか
- 脚本 - はつみりゅうじ
- アニメーションキャラクター・作画監修 - 黒田和也
- 作画監督 - 岡田真弓
- 作画監督補佐 - 黒川唄（『シルヴィア編』上巻のみ）
- 色彩設定 - ひのさとみ
- 美術監督 - 篠田邦宏
- 撮影監督 - 関谷能弘（『シルヴィア編』上巻）、東海林功（『シルヴィア編』下巻）
- VTR編集 - Data Art
- 音楽 - 浅野彰[注 12]
- プロデューサー - ももいさくら、フタナリさとし君
- アニメーション制作 - パブリックエネミーズ
- 販売 - ライブラリー・ガーデン
- 製作・発売 - L.

## PlayStation 2版
『プリンセスラバー! 〜Eternal Love For My Lady〜』(- エターナル・ラブ・フォー・マイ・レディ) のタイトルで、2010年1月28日にCOMFORTより発売された。初回限定版には「シルヴィア両面抱き枕カバー」「OP収録マキシシングルCD」「スクールカレンダー」が同梱されている。
コンシューマー移植に伴ってシナリオの改訂やセックスシーンの削除が行われ、哲平の性格が前向きなものへ多少改善された。一心の性格も、PC版と比べて若干ではあるが哲平に対して愛情をもって接する部分が増えている。各ヒロインに関する主な変更点としてはシャルロットとの初対面の場面、シルヴィアが許嫁であるという設定の削除、優の夜伽役の削除など。一心と聖華の軋轢の原因も変更され（有馬百貨店への出店取り消しは一心の知らないところで部下が進めてしまったことで、内心では聖華の能力を認めていた一心は時期を見て改めて出店させようとしていた、とされている）、綾乃がヒロインに昇格した。既存のシナリオについても、デートイベントなどを中心にCGやテキストが追加されている。
新主題歌として、橋本みゆきの歌う「Waltz!Waltz!Waltz!」が採用されている。

## 関連商品

### CD

#### シングル
橋本みゆき/Princess Primp!
2009年7月22日発売、ランティス/発売元
テレビアニメ版オープニングテーマ。
yozuca*/S.S.D!
2009年8月26日発売、ランティス/発売元
テレビアニメ版エンディングテーマ。

#### アルバム
橋本みゆき/Brilliant Moment
2008年8月6日発売、ランティス/発売元
アダルトゲーム版オープニングテーマ「プリンセスラバー!」を収録。
Princess Diva!
2009年9月25日発売、ランティス/発売元
テレビアニメ版キャラクターソングアルバム。劇中アニメ『マジカル騎士（ナイト）マリアちゃん』の主題歌「フリルデモーション」も収録。
橋本みゆき/Double Flower
2009年9月25日発売、ランティス/発売元
アダルトゲーム版エンディングテーマ「届け、この想い」、テレビアニメ版オープニングテーマ「Princess Primp!」の2曲を収録。
橋本みゆき/ten years carat
2013年6月12日発売、ランティス/発売元
テレビアニメ版オープニングテーマ「Princess Primp!」、PS2版オープニングテーマ「Waltz!Waltz!Waltz!」の2曲を収録。

#### サウンドトラック
プリンセスラバー! オリジナルサウンドトラック
2009年11月11日発売、ランティス/発売元

### コミックス
プリンセスラバー!
2009年8月22日発売、メディアファクトリー/発行、由雅なおは/著、ISBN 978-4-8401-2907-7
メディアファクトリー公式モバイルサイト「メディファク☆モバイル!」にて2009年3月20日より配信。全1巻。
プリンセスラバー! Eternal Love For My Lady
2010年9月27日発売、アスキー・メディアワークス/発行、しゅー/著、ISBN 978-4-04-868916-8
「電撃萌王」にて2009年10月号（8月26日発売号）〜2010年10月号（8月25日発売号）連載。PS2版のコミカライズ。全1巻。
プリンセスラバー! pure my heart
2011年1月31日発売、キルタイムコミュニケーション/発行、緑木邑/著、空蝉/原案、ISBN 978-4-7992-0030-8
「コミックヴァルキリー」にて2009年9月号（7月27日発売号）〜2011年1月号（11月27日発売号）連載。全1巻。

### アンソロジーコミックス
マジキュー4コマ プリンセスラバー!
- 第1巻 - 2009年9月18日発売、ISBN 978-4-04-726008-5
- 第2巻 - 2009年10月26日発売、ISBN 978-4-04-726078-8
- 第3巻 - 2009年12月25日発売、ISBN 978-4-04-726214-0

テレビアニメ版のアンソロジーコミック。3巻ともエンターブレイン/発行

### 小説
小説シリーズは一貫して、空蝉（著者）、こもりけい（表紙）、吉飛雄馬（挿絵）が担当している。
プリンセスラバー! シルヴィア＝ファン・ホッセンの恋路
2008年11月29日発売、キルタイムコミュニケーション/発行、二次元ゲームノベルズ33、ISBN 978-4-86032-667-8
18禁。Amazonとキルタイム公式通販のみで販売された「特別限定版」には、表紙と同絵柄のテレホンカード、こもりけいサイン入りポストカードが付属。
プリンセスラバー! シャルロット＝ヘイゼルリンクの恋路
2009年5月30日発売、キルタイムコミュニケーション/発行、二次元ゲームノベルズ35、ISBN 978-4-86032-751-4
18禁。「特別限定版」は2種類発売。
- 特別限定版1 - こもりけい描き下ろしのお風呂ポスターが付属。一部書店のみの販売。
- 特別限定版2 - テレホンカード、特製ポストカードが付属。Amazonとキルタイム公式通販のみの販売。

プリンセスラバー! 鳳条院聖華の恋路
2009年12月25日発売、キルタイムコミュニケーション/発行、二次元ゲームノベルズ38、ISBN 978-4-86032-842-9
18禁。「特別限定版」は2種類発売。
- 特別限定版1 - こもりけい描き下ろしのタペストリーが付属。一部書店のみの販売。
- 特別限定版2 - テレホンカード、クオカードが付属。Amazonとキルタイム公式通販のみの販売。

プリンセスラバー! シルヴィア＝ファン・ホッセンの恋路2
2010年6月28日発売（限定版は5月26日発売）、キルタイムコミュニケーション/発行、二次元ゲームノベルズ39、ISBN 978-4-86032-938-9
18禁。「特別限定版」は2種類発売。
- 特別限定版1 - 3種類の画像が飛び出して見える3Dマジックメガネセットが付属。全国書店で販売。
- 特別限定版2 - テレホンカードが付属。Amazonとキルタイム公式通販のみの販売。

キルタイムコミュニケーション刊「二次元ドリームマガジン」2009年6月17日発売号より全4話で連載された。
プリンセスラバー! 藤倉優の恋路
2010年12月3日発売、キルタイムコミュニケーション/発行、二次元ゲームノベルズ40、ISBN 978-4-7992-0005-6
18禁。Amazonとキルタイム公式通販のみで販売された「特別限定版」には、テレホンカードが付属。
プリンセスラバー! シルヴィア＝ファン・ホッセンの恋路（文庫版）
2012年6月7日発売、キルタイムコミュニケーション/発行、二次元ゲーム文庫12、ISBN 978-4-7992-0274-6
文庫サイズ新装版。新書版から挿絵を修正してあり、18禁ではない。
プリンセスラバー! シルヴィア＝ファン・ホッセンの恋路2（文庫版）
2012年6月7日発売、キルタイムコミュニケーション/発行、二次元ゲーム文庫13、ISBN 978-4-7992-0275-3
文庫サイズ新装版。新書版から挿絵を修正してあり、18禁ではない。
プリンセスラバー! シャルロット＝ヘイゼルリンクの恋路（文庫版）
2012年9月24日発売、キルタイムコミュニケーション/発行、二次元ゲーム文庫14、ISBN 978-4-7992-0317-0
文庫サイズ新装版。新書版から挿絵を修正してあり、18禁ではない。

### 書籍
プリンセスラバー! ビジュアルファンブック
2008年12月2日発売、株式会社マックス/発行、ISBN 978-4-903491-87-5
18禁。アダルトゲーム版ムック。
「プリンセスラバー!」CELEBRITY BOOK 2009 SUMMER
2009年8月26日発売、フロンティアワークス/発行
テレビアニメ版ファンブック。
プリンセスラバー!CHARACTER FAN BOOK
2010年3月17日発売、学習研究社/発行、ISBN 978-4-05-404427-2
テレビアニメ版ファンブック。布製マルチカバー付属。